# Oarța de Jos (gmina)
Oarța de Jos – gmina w Rumunii, w okręgu Marmarosz. Obejmuje miejscowości Oarța de Jos, Oarța de Sus i Orțița. W 2011 roku liczyła 1243 mieszkańców.